# إيلي طومسون فراير
إيلي طومسون فراير (بالإنجليزية: Eli Thompson Fryer)‏ هو ضابط أمريكي، ولد في 22 أغسطس 1878 في هايتستاون في الولايات المتحدة، وتوفي في 6 يونيو 1963.